# Rutowski Profil

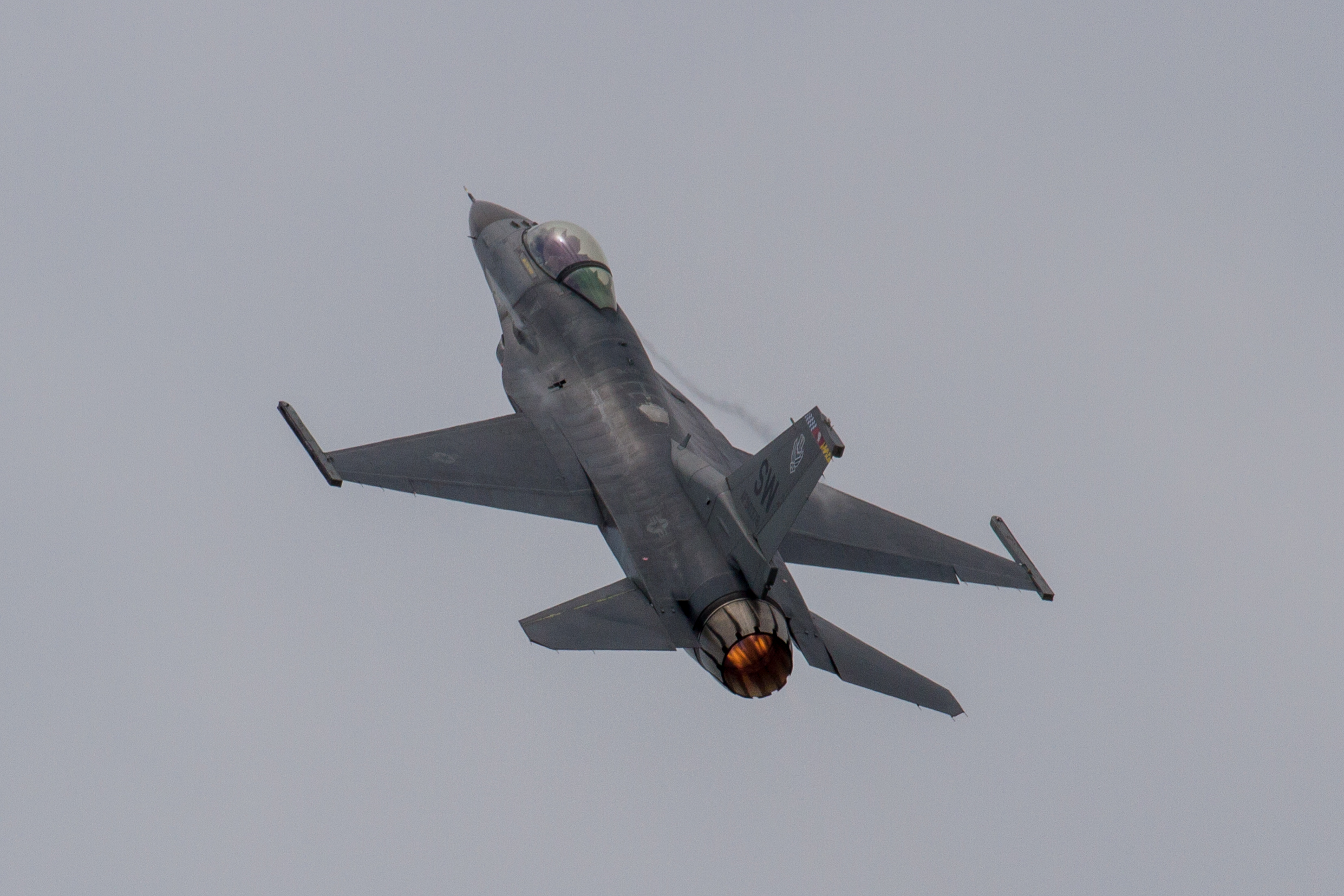

Das Rutowski Profil ist ein Flugprofil, welches verwendet wird, um mit Überschallflugzeugen unter Ausnutzung optimaler Parameter in kürzester Zeit große Höhen mit hoher Fluggeschwindigkeit zu erreichen.

## Bezeichnung
Die insbesondere im US-amerikanisch geprägten Umfeld geläufige Bezeichnung „Rutowski Profil“ verweist auf den Ingenieur Edward S. Rutowski des Flugzeugherstellers Douglas Aircraft Company, der im Jahre 1954 die theoretischen Grundlagen für dieses Verfahren in der Fachzeitschrift Journal of the Aeronautical Sciences veröffentlichte.
In der Literatur sind Beschreibungen des Verfahrens auch unter einer Reihe anderer Bezeichnungen aufzufinden, u. a.
- Energy Climb Profile
- Minimum Time Profile
- Maximum Energy Climb Schedule
- Optimum Energy Climb

In seinem Skript „Energy State Models“ verweist der emeritierte Professor der Virginia Polytechnic Institute and State University Dr. Eugene M. Cliff auf eine Arbeit des deutschen Ingenieurs F. Kaiser der Messerschmidt AG. Dieser habe in einer im Zuge der Entwicklung der Me 262 erstellten Arbeit eine Betrachtung der Steigflugoptimierung unter dem Aspekt der Gesamtenergie bereits im Jahre 1944 formuliert. Er bezeichnet das Flugprofil daher als „Kaiser Profil“. In einer Fußnote führt er aus, es sei unklar, ob Rutowski Kenntnis von Kaisers Arbeit hatte.
Ebenfalls vor Rutowskis Veröffentlichung befasste sich der Brite K. J. Lush in einer in 1948 entstandenen Arbeit mit dem Problem der Steigflugoptimierung bei Strahlflugzeugen. Laut Literaturverzeichnis lag Lush der Bericht Kaisers in einer Übersetzung vor.

## Beschreibung

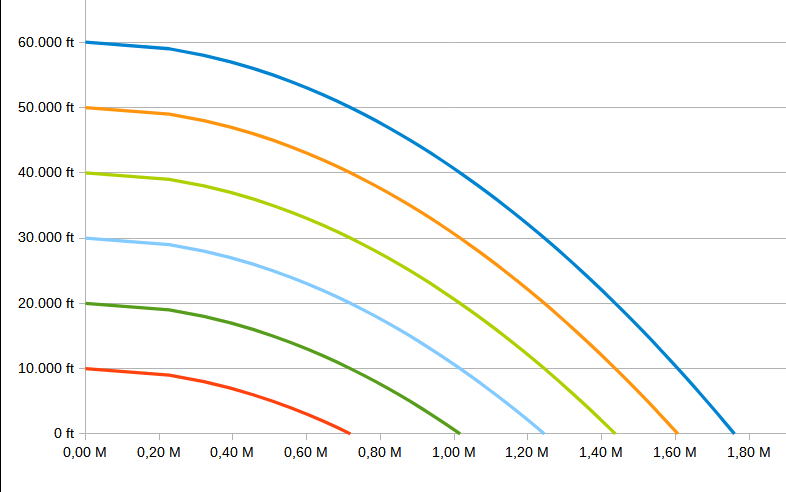
Abbildung 1
Gesamtenergie eines Flugzeuges – Verhältnis Flughöhe zu Fluggeschwindigkeit
(schematische Darstellung)

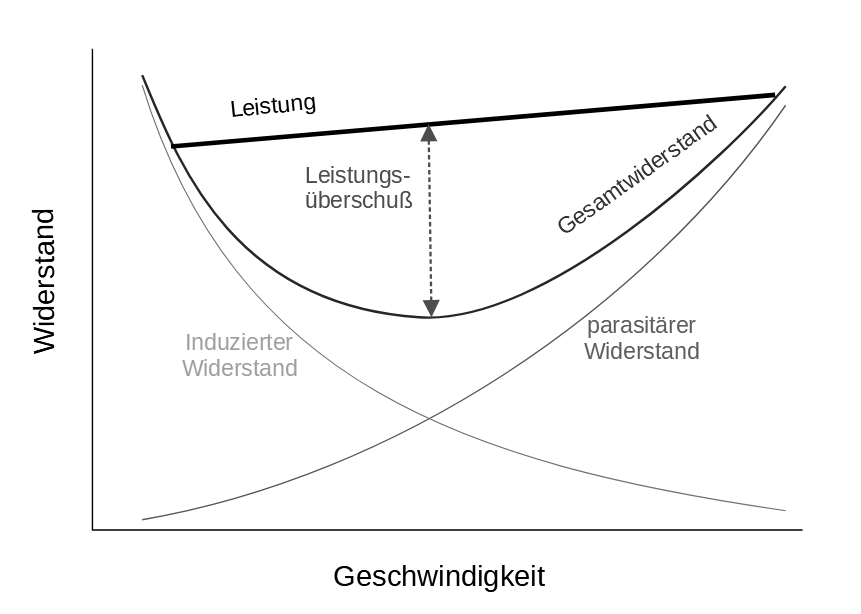
Abbildung 2
Gesamtwiderstand eines Flugzeugs und Leistungsüberschuss

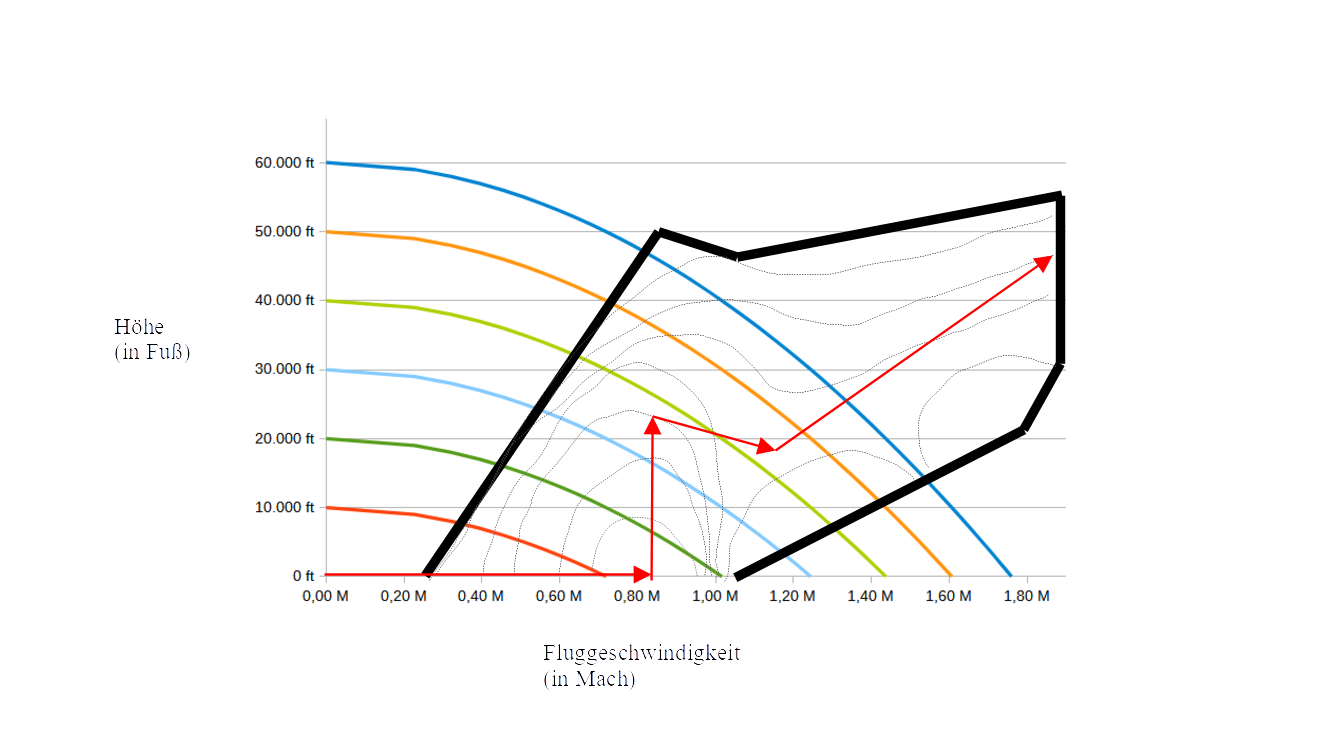
Abbildung 3
Rutowski Profil: Fiktive Darstellung eines Betriebsbereiches eines Jets
(linke Grenze: Mindestgeschwindigkeit; obere Begrenzung: Leistungsgrenze (Gipfelhöhe); rechte Begrenzung: strukturelles Limit)
mit schematischer Darstellung von Bereichen mit gleichem spezifischem Leistungsüberschuss. Darin (rot) eingezeichnet der Rutowski Pfad.

Die ursprünglich übliche und auch lange noch in Flughandbüchern beschriebene Methode zu Steigen und Beschleunigen mit maximaler Leistung (Nachbrenner) bestand darin, zunächst im Unterschallbereich mit bester Steigrate auf große Höhe aufzusteigen und danach dort im Horizontalflug auf Überschallgeschwindigkeit zu beschleunigen.
Rutowski zeigte in seiner Arbeit einen Weg zur Optimierung des Zeit- oder Treibstoffbedarfs von Überschallflugzeugen für einen Steigflug mit gleichzeitiger Beschleunigung in den Überschallbereich unter energetischen Gesichtspunkten auf. Nach der Veröffentlichung seiner Arbeit wurden seine theoretischen Überlegungen in der Praxis weiter untersucht. Unter anderem führte die USAF Test Pilot School (TPS) Testflüge zur Optimierung des Steigleistungsprofils von Überschallkampfflugzeugen durch.
Demnach besteht ein optimales Flugprofil für einen Steigflug mit gleichzeitiger Beschleunigung in kürzest möglicher Zeit (das Rutowski Profil) aus den folgenden Segmenten (das Prinzip ist in Abbildung 3 dargestellt):
- nach dem Start Beschleunigung im Horizontalflug auf beste Unterschall-Steiggeschwindigkeit
- Steigen mit bester Unterschall-Steiggeschwindigkeit bis auf eine optimale Höhe
- Übergang in einen Sinkflug zur Beschleunigung um schnellstmöglich den transsonischen Bereich zu durchqueren
- weiteres Steigen mit Überschallgeschwindigkeit und zugleich weitere Beschleunigung bis zur Gipfelhöhe / Höchstgeschwindigkeit des Flugzeuges

Die exakten Flugparameter sind luftfahrzeugspezifisch.
Im Rahmen des SURE Projektes (englisch Akronym für Starfighter Utilization  Reliabitity Effort) veröffentlichte der Lockheed Testpilot G.L. Reaves Grundlagen und Empfehlungen für ein Rutowski Profil mit dem F-104 Starfighter auf Grundlage von Testflügen. Für den Starfighter waren die Eckwerte für den schnellen Steigflug mit vollem Nachbrenner:
- Beschleunigung auf und Steigflug mit Nachbrenner mit einer Geschwindigkeit von 0,9 Mach (constant Mach Climb) bis auf 22.000 Fuß; (Steigwinkel: ca. 27°)
- Andrücken mit 0,5g bis in einen Sinkflug mit einem Winkel von −8°; (Durchgang durch den Horizont in ca. 28.500 Fuß)
- Beschleunigung bis auf 1,2 Mach; (diese werden in ca. 26–27.000 Fuß erreicht)
- Langsamer Übergang in einen Steigflug; (Durchgang durch den Horizont in ca. 20.000 Fuß mit 1,55 Mach)
- Weiteres Steigen mit einem Winkel von +7° über dem Horizont; (wird erreicht in ca. 22.500 Fuß mit Mach 1,7)
- Danach erhöht sich die Machzahl um 0,05 je 2.500 Fuß Höhengewinn: 1,8 Mach in 27.500 Fuß, Mach 1,9 in  32.500 Fuß Höhe und Mach 2,0 in 38.000 Fuß[6]

Sofern Höhen jenseits der Dienstgipfelhöhe erreicht werden sollen, kann sich ein Zoom Climb anschließen, bei dem die Geschwindigkeit in Höhe umgesetzt wird.
Die mit einer F-104 in Test erflogene Zeit vom Start bis zum Erreichen von Mach 2,0 in 35.000 Fuß Höhe betrug mit dem konventionellen Profil 251,4 Sekunden. Beim mit gleicher Flugzeugkonfiguration geflogenen Rutowski Profil waren 35.000 Fuß mit 2,0 Mach bereits in 194 Sekunden erreicht. Mit dem Rutowski Profil ist man also fast eine Minute eher am Ziel.

## Grundlagen
Bei einem Flugzeug im unbeschleunigten Horizontalflug befinden sich Schub (die Leistung) und Widerstand im Gleichgewicht.
Rutowski betrachtet den Energielevel eines Flugzeugs als Summe aus potentieller und kinetischer Energie. Unabhängig von der Masse eines Flugzeuges ist die spezifische Energie eines Flugzeuges die Summe aus der Höhe und der Geschwindigkeitsenergie.
{\displaystyle E_{s}=H+{\frac {V^{2}}{2g}}}
(E: Energie; H: Höhe; V: Geschwindigkeit; g: g-Kraft)
Abbildung 1 stellt verschiedene Energiehöhen schematisch dar.
Soll ein Flugzeug auf einen höheren Energielevel gebracht werden, also steigen oder beschleunigen, dann ist dafür zusätzliche Leistung erforderlich. Der Leistungsüberschuss des Antriebs, der zum Steigen oder Beschleunigen verfügbar ist, steht in Relation zu Fluggeschwindigkeit und Flughöhe.
Der spezifische Leistungsüberschuss (englisch specific excess power) eines Flugzeugs in verschiedenen Höhen und Geschwindigkeitsbereichen kann in Testflügen erflogen werden. Er wird bestimmt durch die Summe aus Höhengewinn und Beschleunigung in einer Zeiteinheit.
{\displaystyle P_{s}={\frac {dh}{dt}}+{\frac {V}{g}}{\frac {dV}{dt}}}
(Ps: spezifischer Leistungsüberschuss; dh: Änderung der Höhe; dt.: Änderung der Zeit; dV: Geschwindigkeitsänderung; V: Geschwindigkeit; g: g-Kraft)
Generell nimmt der spezifische Leistungsüberschuss mit zunehmender Höhe ab. Im Unterschallbereich nimmt der Widerstand sowohl bei geringen als auch bei hohen Fluggeschwindigkeiten zu. Dazwischen gibt es eine optimale Geschwindigkeit, bei welcher der spezifische Leistungsüberschuss am größten ist (Siehe Abbildung 2). Im transsonischen Bereich steigt der Kompressionswiderstand stark an, im Überschallbereich nimmt der Gesamtwiderstand wieder ab, er erreicht jedoch nicht mehr die Größenordnung des Unterschallbereichs. Beim Durchfliegen der Schallmauer nimmt also der spezifische Leistungsüberschuss erst ab und danach wieder zu. Maßgebliche Faktoren, die einen Einfluss auf den verfügbaren Leistungsüberschuss haben, sind neben Konfiguration (z. B. Außenlasten, Bewaffnung) und Gewicht (z. B. Betankung) auch Umweltfaktoren (z. B. Temperatur). Die spezifischen Daten für ein Flugzeugmuster sind in der Regel im jeweiligen Flughandbuch verzeichnet.
Mittels des Rutowski Profils wird versucht, einen optimalen Pfad durch die Bereiche mit den größten spezifischen Leistungsüberschüssen zu nutzen. Dabei ist es möglich, dass mehr als eine Lösung des Optimierungsproblems existiert. Beispielsweise führt ein Rutowski Pfad für den Starfighter wie oben beschrieben über einen Unterschallsteigflug bis 20.000 Fuß. Es gibt aber auch einen ähnlich schnellen Pfad mit einem Unterschallsteigflugsegment bis auf 42.000 Fuß.

## Praktische Anwendung
Das Rutowski Profil wird geflogen, wenn in kürzester Zeit eine große Höhe mit Überschallgeschwindigkeit erreicht werden soll. Dies ist beispielsweise bei Abfangeinsätzen von Jagdflugzeugen gegen hochfliegende sehr schnelle Ziele der Fall.
Auch wenn aus den Quellen nicht eindeutig zu entnehmen ist, ob das konventionelle oder das Rutowski Profil angewandt wurde, so sind dennoch Versuche der Israelischen Luftwaffe im Vorfeld des Jom Kippur Krieges sowjetische Foxbat-Aufklärungsflugzeuge mit F-4-Phantom-Jagdflugzeugen abzufangen, ein Beispiel für diese Art von Einsätzen. Gleiches gilt für die Übungsabfangeinsätze von Lightning-Abfangjägern der Royal Air Force gegen U-2-Aufklärungsflugzeuge der USA. In beiden Fällen soll der letzte Höhenunterschied durch einen Zoom Climb überwunden worden sein.
Das Rutowski Profil wurde auch im Rahmen von Höhenweltrekordflügen angewandt, beispielsweise bei den Rekordflügen mit dem Starfighter, der F-4 Phantom und der F-15.
Die NASA setzte für ein kostengünstiges Kurzzeitraumfahrertraining einen modifizierten Starfighter ein. Diese NF-104 hatte zusätzlich ein Flüssigkeitsraketentriebwerk im Heck eingebaut, welches oberhalb der Betriebsgrenze des Strahltriebwerkes gezündet würde. Damit ließen sich Höhen über 120.000 Fuß erreichen.
Bei Übungsflügen im Frieden allerdings sind die sehr hohen Steigraten eine Herausforderung für die Flugsicherung. Die Übergabeverfahren vom unteren in den oberen Luftraum, bzw. von der zivilen Flugsicherung auf „tactical“ lassen ein Rutowski Profil häufig scheitern. Unlimitierter Steigflug vom Boden bis auf beispielsweise 40.000 Fuß ist fast nur in einem gesperrten Übungsluftraum mit sehr großer vertikaler Ausdehnung oder mit entsprechendem Vorrang, z. B. bei einem Alpha Scramble möglich.